# Лекс Іммерс
Лекс Іммерс (нід. Lex Immers, нар. 8 червня 1986, Гаага) — нідерландський футболіст, півзахисник клубу «АДО Ден Гаг».
Виступав, зокрема, за клуби «Феєнорд» та «Брюгге».

## Ігрова кар'єра
У дорослому футболі дебютував 2007 року виступами за команду клубу «АДО Ден Гаг», в якій провів п'ять сезонів, взявши участь у 149 матчах чемпіонату. Більшість часу, проведеного у складі «АДО Ден Гаг», був основним гравцем команди.
До складу клубу «Феєнорд» приєднався 2012 року. Відтоді встиг відіграти за команду з Роттердама 64 матчі в національному чемпіонаті.